# Progiraffa
Progiraffa es un género extinto de jiráfidos. Fue nombrado por primera vez por Pilgrim en el año 1908.